# 喻元準
喻元准（1774年—1841年），湖北黃梅縣人。清朝政治人物。
嘉庆五年（1800年）庚申科举人，嘉慶十六年（1811年）辛未科进士。官至廣西梧州府知府。
弟喻溥，又名士藩，嘉慶己巳進士。選翰林院庶吉士。